# Eastern Professional Basketball League 1962-1963
La stagione EPBL 1962-63 fu la 17ª della Eastern Professional Basketball League. Parteciparono 7 squadre in un unico girone.
Rispetto alla stagione precedente scomparvero gli Hazleton Hawks.

## Squadre partecipanti
- Allentown Jets
- Camden Bullets
- Scranton Miners
- Sunbury Mercuries
- Trenton Colonials
- Wilkes-B. Barons
- Williamsport Billies

## Classifica
| Squadra              | V  | P  | %    | GB |
| -------------------- | -- | -- | ---- | -- |
| Allentown Jets       | 20 | 8  | 71,4 | -  |
| Camden Bullets       | 20 | 8  | 71,4 | -  |
| Wilkes-Barre Barons  | 15 | 13 | 53,6 | 5  |
| Williamsport Billies | 12 | 16 | 42,9 | 8  |
| Scranton Miners      | 11 | 17 | 39,3 | 9  |
| Trenton Colonials    | 10 | 18 | 35,7 | 10 |
| Sunbury Mercuries    | 10 | 18 | 35,7 | 10 |

## Play-off

### Semifinali
|  | Allentown Jets | 153 – 121 | Williamsport Billies |  |

|  | Williamsport Billies | 114 – 102 | Allentown Jets |  |

|  | Allentown Jets | 121 – 110 | Williamsport Billies |  |

|  | Wilkes-Barre Barons | 126 – 120 | Camden Bullets |  |

|  | Wilkes-Barre Barons | 126 – 118 | Camden Bullets |  |

### Finale
|  | Allentown Jets | 144 – 126 | Wilkes-Barre Barons |  |

|  | Wilkes-Barre Barons | 124 – 120 | Allentown Jets |  |

|  | Allentown Jets | 132 – 115 | Wilkes-Barre Barons |  |

### Tabellone
|  | Semifinali | Semifinali   | Semifinali   |              |           | Finale    | Finale | Finale |  |
|  |            |              |              |              |           |           |        |        |  |
|  | 1          | Allentown    | 2            |              |           |           |        |        |  |
|  | 1          | Allentown    | 2            |              |           |           |        |        |  |
|  | 4          | Williamsport | 1            |              |           |           |        |        |  |
|  | 4          | Williamsport | 1            |              | Allentown | Allentown | 2      |        |  |
|  |            |              |              |              | Allentown | Allentown | 2      |        |  |
|  |            |              | Wilkes-Barre | Wilkes-Barre | 1         |           |        |        |  |
|  | 3          | Wilkes-Barre | Wilkes-Barre | Wilkes-Barre | 1         | 2         |        |        |  |
|  | 3          | Wilkes-Barre |              |              |           |           |        |        |  |
|  | 2          | Camden       | 0            |              |           |           |        |        |  |

## Vincitore
| Campione EPBL 1963         |
| -------------------------- |
| Allentown Jets (2º titolo) |

## Premi EPBL
- EPBL Most Valuable Player: Paul Arizin, Camden Bullets
- EPBL Rookie of the Year: Emerson Baynard, Sunbury Mercuries